# Dade County (Missouri)
Das Dade County ist ein County im US-amerikanischen Bundesstaat Missouri. Im Jahr 2020 hatte das County 7569 Einwohner und eine Bevölkerungsdichte von 6 Einwohnern pro Quadratkilometer. Der Verwaltungssitz (County Seat) ist Greenfield.

## Geografie
Das County liegt im Südwesten von Missouri am nördlichen Rand der Ozarks und ist im Westen etwa 50 km von Kansas entfernt. Es hat eine Fläche von 1311 Quadratkilometern, wovon 41 Quadratkilometer Wasserfläche sind. An das Dade County grenzen folgende Nachbarcountys:
|               | Cedar County    | Polk County   |
| Barton County |                 |               |
| Jasper County | Lawrence County | Greene County |

## Geschichte
Das Dade County wurde am 29. Januar 1841 aus Teilen des Greene County gebildet. Benannt wurde es nach Major Francis L. Dade (1793–1835), der in den Seminolenkriegen getötet wurde.

## Demografische Daten
Nach der Volkszählung im Jahr 2010 lebten im Dade County 7883 Menschen in 3276 Haushalten. Die Bevölkerungsdichte betrug 6,2 Einwohner pro Quadratkilometer. In den 3276 Haushalten lebten statistisch je 2,42 Personen.
Ethnisch betrachtet setzte sich die Bevölkerung zusammen aus 95,7 Prozent Weißen, 0,6 Prozent Afroamerikanern, 1,0 Prozent amerikanischen Ureinwohnern, 0,3 Prozent Asiaten sowie aus anderen ethnischen Gruppen; 2,4 Prozent stammten von zwei oder mehr Ethnien ab. Unabhängig von der ethnischen Zugehörigkeit waren 1,6 Prozent der Bevölkerung spanischer oder lateinamerikanischer Abstammung.
22,1 Prozent der Bevölkerung waren unter 18 Jahre alt, 57,3 Prozent waren zwischen 18 und 64 und 20,6 Prozent waren 65 Jahre oder älter. 49,9 Prozent der Bevölkerung war weiblich.

Das jährliche Durchschnittseinkommen eines Haushalts lag bei 32.714 USD. Das Pro-Kopf-Einkommen betrug 16.638 USD. 20,5 Prozent der Einwohner lebten unterhalb der Armutsgrenze.

## Ortschaften im Dade County
| Citys - Everton - Greenfield - Lockwood | Villages - Arcola - Dadeville - South Greenfield |

Unincorporated Communities
| - Bona - Carns Ford - Cedarville - Comet - Corry - Crisp | - Dilday Mill - Dudenville - Fiddlers Ford - Glen Town - Kings Point - Meinert | - Neola - Pennsboro - Pilgrim - Seybert - Snadon Ford - Sylvania |

## Gliederung
Das Dade County ist in 16 Townships eingeteilt:
| Township              | Einwohner (2010) | FIPS     |
| --------------------- | ---------------- | -------- |
| Cedar Township        | 304              | 29-12196 |
| Center Township       | 1983             | 29-12502 |
| Ernest Township       | 131              | 29-22564 |
| Grant Township        | 228              | 29-28432 |
| Lockwood Township     | 1222             | 29-43508 |
| Marion Township       | 232              | 29-45992 |
| North Morgan Township | 211              | 29-53192 |
| North Township        | 307              | 29-52868 |

| Township              | Einwohner (2010) | FIPS     |
| --------------------- | ---------------- | -------- |
| Pilgrim Township      | 132              | 29-57584 |
| Polk Township         | 618              | 29-58754 |
| Rock Prairie Township | 980              | 29-62732 |
| Sac Township          | 485              | 29-63812 |
| Smith Township        | 196              | 29-68312 |
| South Morgan Township | 402              | 29-68996 |
| South Township        | 206              | 29-68618 |
| Washington Township   | 246              | 29-77326 |